# Hoàng Khương
Hoàng Khương tên thật là Nguyễn Văn Khương (sinh 1975-) tại Khánh Hòa là một nhà báo Việt Nam. Ông được biết đến vì có những bài phóng sự chuyên đề trên báo Tuổi Trẻ. Bị tuyên án 4 năm tù giam về tội đưa hối lộ, nhưng ông cho rằng mình mắc "sai sót trong tác nghiệp" và kháng cáo.

## Tiểu sử
Hoàng Khương sinh năm 1975 tại Khánh Hòa. Ông tốt nghiệp Đại học Đà Lạt. Hoàng Khương từng là phóng viên các báo Phụ nữ Thành phố Hồ Chí Minh và báo Tuổi Trẻ.

## Bị bắt giam vì tội danh đưa hối lộ
Trong thời gian công tác tại báo Tuổi Trẻ, Hoàng Khương là tác giả của bài điều tra về hành vi nhận hối lộ để giải cứu đua xe trái phép của cảnh sát giao thông. Bị cho là có hành vi đưa hối lộ nên ông bị đề nghị tước thẻ nhà báo và điều tra về tội danh này. Ngày 02 tháng 1 năm 2012, Cơ quan Cảnh sát điều tra công an Thành phố Hồ Chí Minh đã tống đạt các quyết định khởi tố bị can, bắt tạm giam đối với Hoàng Khương. Đến ngày 23 tháng 5 đã đề nghị truy tố ông về hành vi đưa hối lộ. Trong 2 ngày 6 và 7 tháng 9 năm 2012, Hoàng Khương bị đưa ra xét xử tại tòa án nhân dân Thành phố Hồ Chí Minh, tại phiên tòa sơ thẩm ông bị tuyên án 4 năm về tội đưa hối hộ, nhưng ông cho rằng mình chỉ mắc sai sót trong nghề nghiệp. Không đồng ý với bản án này, Hoàng Khương cho biết sẽ kháng cáo.

## Phản ứng
Báo Tuổi Trẻ, cơ quan Hoàng Khương công tác khi viết bài điều tra đã lên tiếng xác nhận rằng "loạt bài viết về mãi lộ và giải cứu xe đua là theo chủ trương của ban biên tập báo Tuổi Trẻ", trong khi đó báo Công An Nhân dân viết "Hoàng Khương, cùng các đối tượng liên quan đã bàn tính kỹ càng từ trước những nội dung nhằm mục đích có lợi cho bản thân và em vợ mình".Tổ chức Phóng viên Không biên giới trong thông cáo của mình nói "Ông Khương không nên bị khởi tố tội đưa hối lộ vì những gì ông làm trong khi đang điều tra bí mật. Ngay sau phiên tòa đầu tiên, báo Tuổi Trẻ một lần nữa khẳng định tất cả hành động của Hoàng Khương là hoạt động tác nghiệp báo chí và sẽ thay mặt anh chăm sóc gia đình. Tổ chức Phóng viên Không Biên giới (Reporters Without Borders - RSF) đòi trả tự do cho Hoàng Khương, gọi bản án tù bốn năm cho phóng viên Hoàng Khương là "bất công và đáng hổ thẹn".